# Friedrich Schröder

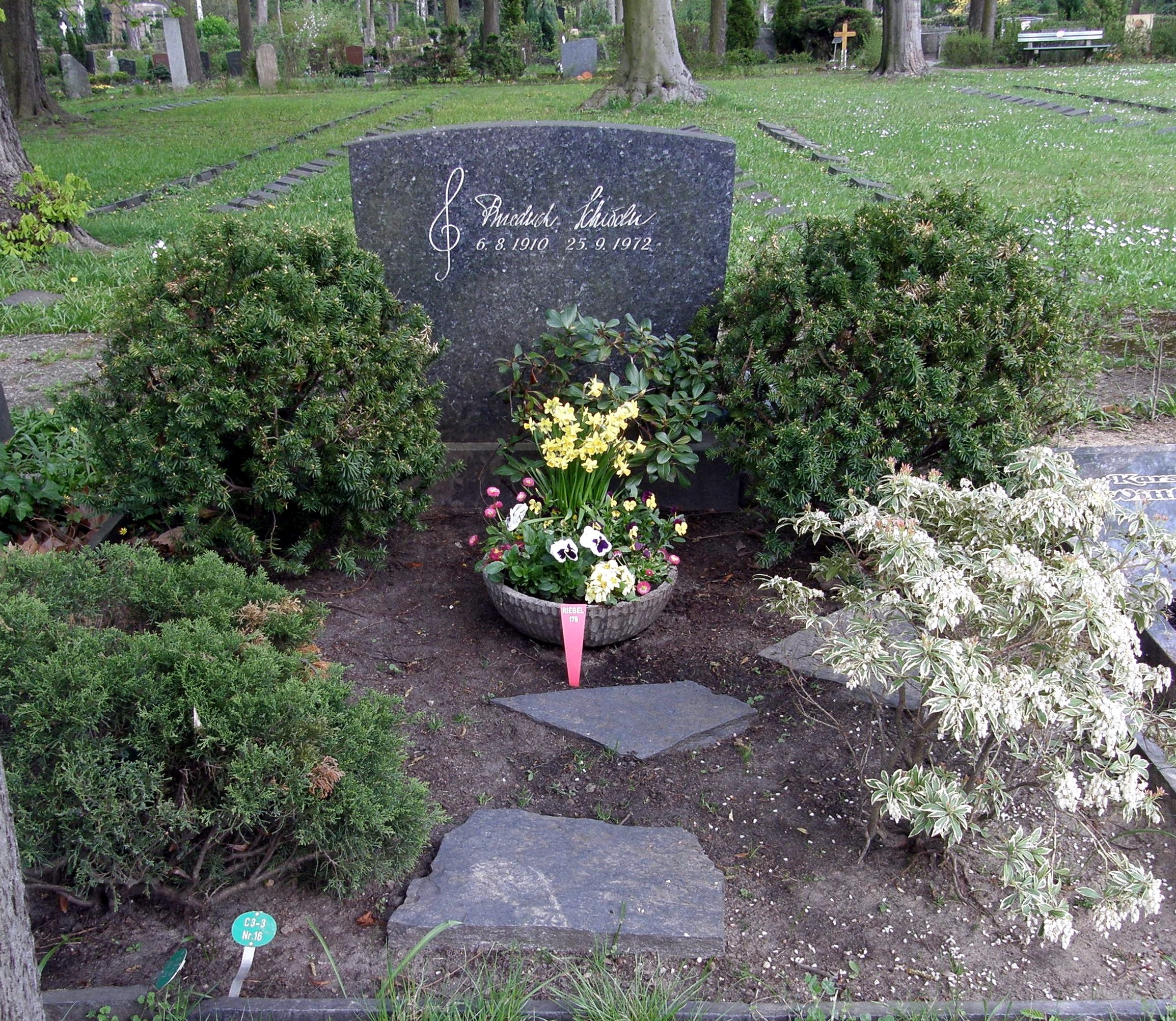
Graf van Schröder

Friedrich Hermann Dietrich Schröder (Näfels, 6 augustus 1910 – Berlijn, 25 september 1972) was een Duits componist, dirigent en muziekuitgever.

## Levensloop
Schröders vader was een uit Westfalen afkomstige ingenieur, die beroepshalve veel reizen moest, en zijn moeder was uit Zwaben afkomstig. In 1914 vertrok de familie naar Stuttgart, waar Schröder vanaf 1916 vioollessen kreeg van Hugo Rückbeil. Later leerde hij de klarinet te bespelen. Vanaf 1922 kreeg hij ook pianolessen van Rückbeil en hij gaf hem ook de eerste adviezen voor het componeren.
Schröder begon zijn studie in 1927 in muziekgeschiedenis en kerkmuziek aan de Westfälische Wilhelms-Universität Münster, (WWU) Fachbereich Musikhochschule in Münster (stad). Naast zijn studie speelde hij ook in het symfonieorkest van de stad Münster en werkte ook bij opera's mee. In 1929 vertrok hij naar Berlijn en studeerde verder aan de Königliche Hochschule für Musik. Als leerling van Paul Höffer wilde hij kerkmusicus worden. Als gevolg van de Grote Depressie kon zijn vader hem niet langer steunen en hij moest zelf voor een financiële basis van zijn studie zorgen. Toen leerde hij de componisten Werner Schmidt-Boelcke en Peter Kreuder kennen. Door Schmidt-Boelcke kwam hij als tweede dirigent en arrangeur aan het Metropol-Theater en met Kreuder werkte hij samen bij de instrumentatie van verschillende filmmuzieken.
In 1931 huwde hij met Lieselotte Wiedenhaupt.
In 1935 werkt hij met Kreuder samen aan de filmmuziek van Mazurka. Twintig films zullen nog volgen. Vanaf 1936 componeert hij eerste schlagers. Omdat hij geen Lobby bij de heren van het Ministerie van Openbare Voorlichting en Propaganda van Joseph Goebbels had, moest hij in mei 1941 het leger in. Op 4 oktober 1942 werd Schröder van de militaire dienst bevrijd en werd als dirigent en arrangeur van het Deutsche Tanz- und Unterhaltungsorchester naar Praag overgeplaatst.
Na de Tweede Wereldoorlog begint hij weer spoedig met het componeren. In 1947 richtte hij samen met Kurt Wischnewski een muziekuitgave op onder de naam "Edition Corso". In januari 1948 werd hij directeur van de muziekafdeling van de nieuw opgerichte Rundfunk im amerikanischen Sektor (RIAS) Berlijn. Maar hij stelt spoedig vast, dat hij er geen mens voor is, om achter de schrijftafel in het kantoor te zitten. Tot zijn opvolger bestemt hij Hans Carste en hij zelf kan opnieuw componeren.
Op 3 september 1955 werd hij met de Paul–Lincke–Ring onderscheiden. In 1957 werd hij artistiek directeur van de Schallplattenring van de Bertelsmann muziekafdeling en hij is medeoprichter van het label Ariola. Hij weet Zarah Leander terug te halen naar Duitsland om voor dit label voor het eerst na de oorlog weer Duitstalige opnames te maken. In 1964 werd hij verkozen tot president van de Verein zur Förderung der deutschen Tanz- und Unterhaltungsmusik. In hetzelfde jaar richtte hij samen met Prof. Boris Blacher aan de Universiteit van de Kunsten in Berlijn een seminaar voor Unterhaltungsmusik op.
In 1965 schrijft hij tijdens een uitgebreide reis door Spanje verschillende suites voor orkest.

## Composities

### Werken voor orkest
- 1946 Die vier Landstreicher
- 1955 Dalmatinische Rapsodie
- 1965 Berlin Suite
  1. Im Tiergarten
  2. Abend am Tegeler See
  3. Hilton Dachgarten
- 1965 Bailes Espagnoles - (Spaanse dansen), suite in 7 delen voor orkest
  1. Boleros de la Cachucha
  2. Alborada Asturiana
  3. Fandango
  4. Panaderos
  5. Playeras
  6. El Vito
  7. Particella
- 1965 Viva Espana, suite in 4 delen
  1. La corrida
  2. La Serenata
  3. El Hidalgo
  4. Fiesta en Valencia
- 1965 Suite Fugato, suite in drie delen
  1. Cha-Cha-Barock
  2. Fire Strings
  3. Fugato
- 1965 Drei mal a-Moll suite in drie delen
  1. Oktoberwind
  2. Licht und Schatten
  3. Der Schmetterling
- 1969 Grandezza, ouverture in de stijl van Rossini over drie eigen thema's voor orkest

### Werken voor harmonieorkest
- Selectie uit de operette "Hochzeitsnacht im Paradies"

### Muziektheater

#### Opera's
| Voltooid in | titel                 | aktes      | première                         | libretto                      |
| ----------- | --------------------- | ---------- | -------------------------------- | ----------------------------- |
| 1955        | Das Bad auf der Tenne | 10 beelden | 25 maart 1955, Neurenberg, Opera | Rolf Meyer en Günther Schwenn |

#### Operettes
| Voltooid in | titel                                         | aktes     | première                                           | libretto                                                            |
| ----------- | --------------------------------------------- | --------- | -------------------------------------------------- | ------------------------------------------------------------------- |
| 1942        | Hochzeitsnacht im Paradies                    | 8 beelden | 23 september 1942, Berlijn, Metropoltheater        | Heinz Hentschke en Günther Schwenn                                  |
| 1946-1947   | Nächte in Shanghai                            | 3 aktes   | 14 februari 1947, Berlijn, Metropoltheater         | Leo Lenz, Waldemar Frank en Günther Schwenn                         |
| 1947        | Chanel Nr. 5                                  | 5 beelden | 23 december 1947, Berlijn, Corso-Theater           | Bobby E. Lüthge en Günther Schwenn                                  |
| 1949-1951   | Lukrezia in Kopenhagen, later: Die große Welt | 3 aktes   | februari 1951, Wiesbaden, Hessisches Staatstheater | Waldemar Frank en Günther Schwenn                                   |
| 1950-1951   | Isabella                                      | 3 aktes   | einde juli 1954, Mannheim, Nationaltheater         | Waldemar Frank, Eduard Rogati, Otto Daue en Günther Schwenn         |
| 1969        | Die Jungfrau von Paris                        |           | 19 december 1969, Wenen, Raimund-Theater           | Günther Schwenn, naar Carl Millöckers "Die Jungfrau von Belleville" |

### Vocale muziek
- 1937 Ich tanze mit dir in den Himmel hinein, English-Waltz uit de filmmuziek Sieben Ohrfeigen voor zangstem en orkest - tekst: Hans Fritz Beckmann
- 1938 Kinder wie die Zeit vergeht, voor zangstem en orkest - tekst: Günter Schwenn
- 1938 Laß’ die Frau die dich liebt niemals weinen, voor zangstem en orkest - tekst: Hans Fritz Beckmann
- 1939 Du hast Glück bei den Frau’n Bel Ami, voor zangstem en orkest
- 1941 Maria Madalena, voor tenor en orkest - tekst: Martin Cremer
- 1941 Liebling, was wird nun aus uns beiden, voor zangstem en orkest (gezongen door Johannes Heesters)
- 1941 Die ganze Welt dreht sich um Dich, voor zangstem en orkest (gezongen door Johannes Heesters)
- 1941 Man müßte Klavier spielen können, voor zangstem en orkest (gezongen door Johannes Heesters)
- 1950 In einer Nacht am Ganges, voor zangstem en orkest
- 1951 So was tun die Herrn doch immer wieder gern, voor zangstem en orkest (gezongen door Johannes Heesters)

### Filmmuziek
- 1935 Mazurka (samen met Peter Kreuder)
- 1937 Sieben Ohrfeigen
- 1937 Gasparone (samen met Peter Kreuder)
- 1938 Kleiner Mann – ganz groß
- 1938 Fortsetzung folgt
- 1938 Eine Nacht im Mai (samen met Peter Kreuder)
- 1940 Alles Schwindel
- 1940 Der Kleinstadtpoet (samen met Georg Haentschel)
- 1940 Ihr Privatsekretär
- 1940 Golowin geht durch die Stadt
- 1941 Immer nur Du
- 1941 Oh‘ diese Männer (samen met Werner Eisbrenner)
- 1942 Weiße Wäsche
- 1942 Meine Freundin Josefine (samen met Leo Leux en Paul Hühn
- 1942 Ein Windstoß
- 1942 Die Große Nummer
- 1943 Akrobat schö-ö-ö-n (samen met Paul Hühn)
- 1943 Peter Voss, der Millionendieb (samen met Werner Schmidt-Boelcke)
- 1949 Nächte am Nil
- 1950 Mahardscha wider Willen
- 1950 Hochzeitsnacht im Paradies
- 1951 Die Schuld des Dr. Homma
- 1951 Professor Nachtfalter
- 1952 Lockende Sterne
- 1952 Ein ganz großes Kind
- 1953 Briefträger Müller
- 1953 Die Geschiedene Frau
- 1954 Die Privatsekretärin
- 1955 Charleys Tante
- 1956 Das Sonntagskind
- 1956 Pulverschnee nach Übersee
- 1957 Italienreise - Liebe inbegriffen
- 1963 Frühstück im Doppelbett